# Paul Michael Meyer
Paul Michael Meyer (* 17. Oktober 1946 in Thun) ist ein Schweizer Lehrer und Autor.

## Leben
Meyer studierte Pädagogik und arbeitete als Volks- und Realschullehrer. Am Seminar Muristalden (Campus Muristalden) in Bern unterrichtete er Deutsch und allgemeine Didaktik. 1969 wurde er mit dem Förderpreis der Stadt Bern, und 1971 mit dem Wettbewerbspreis der Stadt Bern ausgezeichnet.

## Werke
- The Roman Catholic Church in South Africa: a select bibliography. 1979.
- Liebe Eltern, die Schule ist nicht so. 1989.
- Otto Hartung Spohr: a bibliography of his writings. 1979.
- Die biografische Schule. 1994.
- Lehrer sein: wenn Kinder Schule machen. 2009.
- Ergon, die Stadt mit fünf Buchstaben. Ein Kurzroman. 1970.